# Bassia tomentosa
Bassia tomentosa là loài thực vật có hoa thuộc họ Dền. Loài này được (Lowe) Maire & Weiller mô tả khoa học đầu tiên năm 1962.